# Kirił Popow (piłkarz)
Kirił Jurijowycz Popow, ukr. Кіріл Юрійович Попов (ur. 1 maja 2003 w Niżynie) – ukraiński piłkarz występujący na pozycji napastnika w ukraińskim klubie Kołos Kowaliwka.

## Kariera klubowa
Wychowanek klubu Dynamo Kijów, barwy którego bronił w juniorskich mistrzostwach Ukrainy (DJuFL). Karierę piłkarską rozpoczął 7 września 2019 roku w juniorskiej drużynie juniorskiej Dynama Kijów U-17. 1 lipca 2022 został wypożyczony do Kołosu Kowaliwka, w składzie którego 23 sierpnia 2022 zadebiutował w Premier-lidze w wygranym 1:0 meczu z Krywbasem Krzywy Róg. 15 września 2023 roku klub z Kowaliwky podpisał kontrakt z piłkarzem.

## Kariera reprezentacyjna
Występował w juniorskich reprezentacjach U-17 i U-19.

## Sukcesy

### Sukcesy klubowe
Dynamo Kijów U-19
- wicemistrz Ukrainy U-19: 2021/22